# Vācaspati Miśra
Vācaspati Miśra (env.900-980) est un philosophe et chercheur en philosophie indien. Il a commenté les textes fondamentaux des six darśana de l'orthodoxie brahmanique. Il a créé une des principales écoles d'étude des Vedas dans la philosophie indienne : l'"école Bhāmatī" axée sur l'Advaita Vedānta. 

## Œuvres principales
- Tattva-Vaisharadi
- Samkhya-Tattva-Kaumudi
- Bhāmatī (sur Brahmasūtrabhāsya de Shankara) [1].
- Tattvabindu
- Tātparyaţīkā (sur Nyāyavārttika d'Uddyotakara)
- Nyāyasūcīibandha
- Tattvakaumudī (sur Sāmkhyakārikās d'Īśvarakrishna)
- Tattvavaiśāradī (sur Yogasūtras et Bhāsya de Patañjali)
- Nyāyakanikā (sur Vidhidviveka de Mandana Miśra)

### Études secondaires
- SS Hasurkar,Vācaspati Miśra sur l'Advaita Vedanta. Darbhanga : Nithila Institute of Post-Graduate Studies, 1958.
- Karl H. Potter, "Vācaspati Miśra" (in Robert L. Arrington. A Companion to the Philosophers. Oxford: Blackwell, 2001.  (ISBN 0-631-22967-1))
- JN Mohanty, Classican Indian Philosophy.